# 87
| 87                 |
| ------------------ |
| Dødsfald - Fødsler |
|                    |

| Gregoriansk kalender | 87 LXXXVII              |
| Ab urbe condita      | 840                     |
| Armensk kalender     | I/T                     |
| Kinesiske kalender   | 2783 – 2784 丙戌 – 丁亥 |
| Etiopisk kalender    | 79 – 80                 |
| Jødisk kalender      | 3847 – 3848             |
| Hindukalendere       |                         |
| - Vikram Samvat      | 142 – 143               |
| - Shaka Samvat       | 9 – 10                  |
| - Kali Yuga          | 3188 – 3189             |
| Iransk kalender      | 535 BP – 534 BP         |
| Islamisk kalender    | 552 BH – 551 BH         |

Se også 87 (tal)

## Sport
| År | Spire Denne artikel om et år, årti, århundrede eller årtusinde er en spire som bør udbygges. Du er velkommen til at hjælpe Wikipedia ved at udvide den. |